# تشارلي دنيس
تشارلي دنيس (بالإنجليزية: Charlie Dennis)‏ هو لاعب كرة قدم بريطاني في مركز الوسط، ولد في 28 سبتمبر 1995 في برايتون في المملكة المتحدة. لعب مع Nashville SC (2018–19) ‏.